# طاهر الحجي
طاهر حبيب الحجي ، هو لاعب كرة قدم سعودي يلعب حالياً في نادي الفضل.

## مسيرة اللاعب
مثل نادي العدالة في الفئات السنية و أعير إلى نادي الفتح في عام 2018 لتمثيل فئة الشباب  و وقع عقد لمدة خمس سنوات مع نادي الفيصلي في عام 2020  و أعير إلى نادي الخليج مطلع عام 2021. و وقع مع نادي الفضل في صيف 2024.